# NGC 7799
NGC 7799 este o galaxie situată în constelația Pegas. A fost descoperită în 7 noiembrie 1863 de către Heinrich Louis d'Arrest. Se află la o distanță de 76,21 de megaparseci de Pământ.